# Ludwig Kaas
Ludwig Kaas (Trier, 23 de maio de 1881 – Roma, 15 de abril de 1952) foi um padre católico romano alemão e político do Partido do Centro durante a República de Weimar. Ele foi fundamental na intermediação da Reichskonkordat entre a Santa Sé e o Reich Alemão.

## Biografia
Nascido em Trier, Kaas foi ordenado sacerdote em 1906 e estudou história e direito canônico em Trier e Roma. Em 1906 concluiu o doutoramento em teologia e em 1909 obteve o segundo doutoramento em filosofia. Em 1910, foi nomeado reitor de um orfanato e internato perto de Koblenz . Até 1933, ele dedicou seu tempo livre a atividades acadêmicas. Em 1916 publicou o livro "Jurisdição Eclesiástica na Igreja Católica na Prússia" (Die geistliche Gerichtsbarkeit der katholischen Kirche in Preußen in Vergangenheit und Gegenwart mit besonderer Berücksichtigung des Wesens der Monarchie), demonstrando sua experiência em história da igreja, direito canônico e seus interesses políticos. Em 1918, ele pediu para ser enviado a uma paróquia, mas Michael Felix Korum, de Trier, recusou e o nomeou professor de direito canônico no seminário de Trier em 1918. Nessa posição, publicou o estudo "Desaparecidos na guerra e novo casamento no direito estadual e no direito canônico" (Kriegsverschollenheit und Wiederverheiratung nach staatlichen und kirchlichen Recht), tratando do novo casamento em caso de cônjuges desaparecidos na guerra. Em 1919, foi-lhe oferecida a cátedra de direito canónico na Universidade de Bona e inicialmente estava inclinado a aceitá-la, mas como não encontrou as condições em Bona do seu agrado e após consulta com o Bispo Korum, recusou a oferta.

## Entrada na política
Aflito com a Revolução Alemã de 1918-1919, Kaas também decidiu se envolver na política e se juntou ao Partido do Centro. Em 1919 foi eleito para a Assembleia Nacional de Weimar e em 1920 para o Reichstag, do qual foi membro até 1933. Ele também foi eleito para o Conselho de Estado Prussiano, a representação das províncias da Prússia. Como parlamentar, Kaas se especializou em política externa. De 1926 a 1930 foi delegado alemão na Liga das Nações.
Kaas se considerava um "patriota renano" e defendia a criação de um estado da Renânia dentro da estrutura do Reich alemão. Em 1923, um ano de crise, ele – assim como Konrad Adenauer, então prefeito de Colônia – lutou contra os separatistas que queriam separar a Renânia da Alemanha. Apesar da ocupação francesa, ele buscou a reconciliação com a França e expressou esse desejo em um famoso discurso no Reichstag em 5 de dezembro de 1923.
Apesar das reservas pessoais em relação aos Sociais-Democratas (SPD), ele desenvolveu um relacionamento cordial com o presidente Friedrich Ebert e reconheceu de bom grado as realizações do SPD depois de 1918. Kaas apoiou a política de reconciliação do ministro das Relações Exteriores Stresemann e denunciou a agitação nacionalista contra essa política — agitação que ele considerava irresponsável.

## Conselheiro do Núncio Pacelli
Em 1920, Eugenio Pacelli, o Núncio Papal na Baviera, também foi nomeado Núncio na Alemanha. Em vista desta nova posição, ele pediu ao Cardeal Adolf Bertram, de Breslau, que lhe fornecesse especialistas que pudessem servir de elo entre o Núncio em Munique e os bispos prussianos. Bertram sugeriu Kaas, que em seu trabalho acadêmico desenvolveu um interesse especial nas relações entre o Estado e a Igreja Católica.
A carga de trabalho como professor, parlamentar e conselheiro do Núncio sobrecarregou as energias de Kaas. Embora Kaas tentasse se convencer de que sua principal obrigação era com sua própria diocese, era seu cargo acadêmico que sempre ficava em último lugar. Em 1922, ele estava preparado para renunciar à sua cadeira, mas Bertram e Pacelli insistiram que ele deveria permanecer até obter uma posição segura dentro da diocese que não prejudicasse seus compromissos externos. Bertram, seguindo os desejos de Pacelli, propôs ao novo bispo de Trier, Franz Rudolf Bornewasser, fazer de Kaas um cônego da catedral, mas o bispo recusou. Um Kaas irritado anunciou que desistiria de todos os seus outros compromissos e se concentraria em seu trabalho acadêmico, mas eventualmente ele se reconciliou com Bornewasser. Em 1 de abril de 1924, Kaas foi nomeado para o capítulo da Catedral.
O bispo Bornewasser permitiu que Kaas mantivesse sua cadeira parlamentar até setembro de 1924, mas esperava que ele renunciasse depois e se concentrasse em seu trabalho administrativo e acadêmico dentro da diocese. No entanto, Pacelli pediu ao bispo que não insistisse nisso, pois isso "atrapalharia substancialmente o trabalho até então influente do Dr. Kaas e prejudicaria de forma deplorável uma representação eficaz dos interesses eclesiásticos". Bornewasser, embora legalmente em uma posição mais forte, cedeu a essas considerações de conveniência e não insistiu em sua demanda novamente. No mesmo ano, Kaas renunciou à sua cadeira acadêmica.
Pascalina Lehnert, escrevendo depois que Pacelli já havia se tornado Papa Pio XII, descreveu a relação entre Kaas e Pacelli nas seguintes palavras:
Talento, visão e um excelente conhecimento da situação fizeram de Kaas um grande conselheiro e um ajudante incalculável. Ele era um aprendiz rápido, um trabalhador esforçado e confiável com bom julgamento. O Núncio, Cardeal e Santo Padre (ou seja, o Papa) o apreciavam muito. Repetidamente ouvi os maiores elogios do Papa Pio XII. O Monsenhor sabia que o Santo Padre tinha especial estima por ele e ele me disse o quanto esse conhecimento o preenche.
Em 1925, quando Pacelli também foi nomeado Núncio Apostólico na Prússia e mudou seu escritório para Berlim, a cooperação entre Pacelli e Kaas se tornou ainda mais estreita. Desse envolvimento surgiu uma amizade formal, porém próxima e duradoura, que permaneceu como um dos fatores básicos ao longo da vida de Kaas. Nesta posição, Kaas contribuiu para a conclusão bem-sucedida das negociações da Concordata Prussiana com a Prússia em 1929.
Após essa conquista, Pacelli foi chamado de volta ao Vaticano para ser nomeado Cardeal Secretário de Estado. Pacelli pediu a Kaas, que o havia acompanhado em sua viagem, para ficar em Roma, mas Kaas recusou por causa de seus deveres eclesiásticos e políticos na Alemanha. No entanto, Kaas viajava com frequência para Roma, onde ficava com Pacelli e vivenciava em primeira mão a conclusão do Tratado de Latrão, sobre o qual escreveu um artigo. Em 1931 e 1932, continuou como consultor nas negociações para uma Reichskonkordat; isso, no entanto, não obteve sucesso.
Em 1929, Kaas publicou um volume com os discursos do Núncio Pacelli. Na introdução, ele o descreveu como: “Angelus, não nuntius, ... sua personalidade impressionante, suas palavras sacerdotais, a popularidade que ele gerou em reuniões públicas"

## Presidente do Partido do Centro

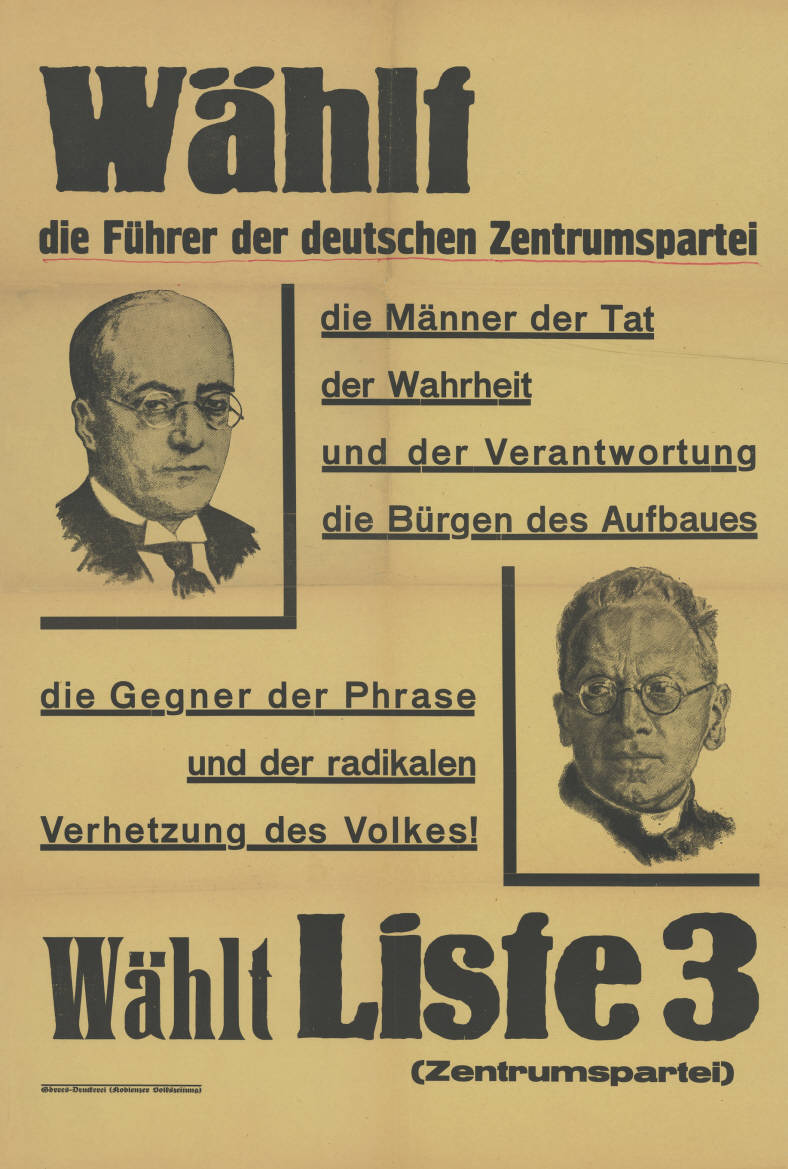
Cartaz eleitoral do Zentrum de 1930 com Kaas (canto inferior direito)

Sem ser candidato, em Setembro de 1928 Kaas foi eleito presidente do Partido do Centro, com o objectivo de mediar a tensão entre as alas do partido e de reforçar os seus laços com os Bispos. Sob a supervisão de Kaas, o Centro começou a se deslocar gradualmente para a direita. Grande parte de seu tempo foi gasto organizando uma Concordata para todo o Reich. Este trabalho tornou-o cada vez mais desconfiado da democracia e ele acabou por concluir que apenas um governo autoritário poderia proteger os interesses da igreja.
A partir de 1930, Kaas apoiou lealmente a administração de Heinrich Brüning, do Centro, que serviu como líder da facção do partido no Reichstag devido às viagens frequentes de Kaas ao Vaticano. Em 1932, ele fez campanha pela reeleição do presidente Paul von Hindenburg, chamando-o de "venerada personalidade histórica" e "o guardião da constituição". Como suas frequentes viagens ao Vaticano dificultavam seu trabalho como presidente, Kaas estava preparado para ceder a liderança do partido a Brüning, que Hindenburg havia demitido em maio, mas o ex-chanceler recusou e pediu que o prelado ficasse.
Em 1932, Kaas e Brüning lideraram o Partido do Centro na oposição ao novo chanceler: o renegado do partido Franz von Papen. Kaas o chamou de "Efialtes do Partido do Centro". Kaas tentou restabelecer um parlamento funcional por meio da cooperação com os nacional-socialistas.

### Lei de Consessão de Hitler
Kaas se sentiu traído quando Adolf Hitler se tornou chanceler em 30 de janeiro de 1933, com base em uma coalizão entre o Partido Nacional-Socialista dos Trabalhadores Alemães (NSDAP), o Partido Popular Nacional Alemão (DNVP) e conservadores independentes, que excluía o Partido do Centro. Na campanha que antecedeu a eleição de 5 de março, Kaas fez uma campanha vigorosa contra o novo governo, mas depois que os partidos do governo conseguiram obter a maioria, ele visitou o vice-chanceler Papen, oferecendo-se para pôr fim às antigas animosidades.
Mais tarde nesse mês, a partir de 15 de março, ele foi o principal defensor do Partido do Centro, apoiando a Lei de Concessão da administração Hitler em troca de certas garantias constitucionais e, supostamente eclesiásticas. Hitler respondeu positivamente via Papen. Nos dias 21 e 22 de março, a liderança do Centro negociou as condições com Hitler e chegou a um acordo. Uma carta, na qual Hitler confirmaria o acordo por escrito, foi prometida pelo governo, mas nunca foi entregue.
Kaas — assim como os outros líderes do partido — estava ciente da natureza duvidosa de quaisquer garantias; quando o contingente parlamentar do Centro se reuniu em 23 de março para decidir sobre seu voto, ele ainda aconselhou seus companheiros de partido a apoiar o projeto de lei, dado o "estado precário do contingente", dizendo: "Por um lado, devemos preservar nossa alma, mas, por outro lado, uma rejeição do Enabling Act resultaria em consequências desagradáveis para os membros parlamentares e o partido. O que resta é apenas nos proteger contra o pior. Se uma maioria de dois terços não fosse obtida, os planos do governo seriam realizados por outros meios. O presidente aquiesceu ao Enabling Act. Do DNVP, nenhuma tentativa de aliviar a situação é esperada."
No entanto, um grupo considerável de parlamentares se opôs ao curso do presidente, entre os quais estavam os ex-chanceleres, seus inimigos Heinrich Brüning e Joseph Wirth e o ex-ministro Adam Stegerwald. Os oponentes também argumentaram em relação ao ensinamento social católico que excluía a participação em um ato de revolução. Os proponentes, no entanto, argumentaram que uma "revolução nacional" já havia ocorrido com a nomeação de Hitler e o decreto presidencial suspendendo direitos básicos, e que a Lei de Concessão conteria força revolucionária e levaria o governo de volta a uma ordem legal. Ambos os grupos não foram imunes à autodeclaração de Hitler como um moderado em busca de cooperação, conforme apresentado no Dia de Potsdam, em 21 de março, em oposição à SA mais revolucionária liderada por Ernst Röhm.
No final, a maioria dos parlamentares do Centro apoiou a proposta de Kaas. Brüning e seus seguidores concordaram em respeitar a disciplina do partido votando também a favor do projeto de lei.
Em 23 de março, o Reichstag se reuniu ao meio-dia em circunstâncias turbulentas. Alguns homens da SA serviram como guardas, enquanto outros se aglomeraram do lado de fora do prédio, para intimidar quaisquer opiniões opostas. O discurso de Hitler, que enfatizou a importância do cristianismo para a cultura alemã, teve como objetivo principal apaziguar as sensibilidades do Partido do Centro e incorporou quase literalmente as garantias solicitadas por Kaas. Kaas fez um discurso, expressando o apoio do Centro ao projeto de lei em meio a "preocupações deixadas de lado", enquanto Brüning permaneceu em silêncio. Quando o parlamento se reuniu novamente à noite, todos os partidos, exceto o SPD, representado por seu presidente Otto Wels, votaram a favor da Lei de Concessão. Esta votação foi um passo importante na instituição da ditadura de Adolf Hitler e é lembrada como o principal exemplo de uma democracia votando pela sua própria ruína.
Devido ao pedido de garantias de Kaas e ao seu envolvimento posterior nas negociações do Reichskonkordat, às vezes é alegado que o consentimento de Kaas era parte de uma troca de interesses entre a Santa Sé e o novo regime. No entanto, não há evidências do envolvimento da Santa Sé nessas negociações.
Kaas planejava viajar para Roma desde o começo do ano para discutir um conflito em Eupen e Malmedy, antigas cidades alemãs que hoje pertencem à Bélgica, onde padres foram presos. Esta viagem foi adiada pelos acontecimentos políticos — primeiro a nomeação de Hitler, depois as eleições de março, depois a Lei de Concessão —, mas em 24 de março, um dia após a decisão, Kaas finalmente conseguiu partir para Roma. Durante a estadia, Kaas explicou a Pacelli a justificativa do Centro para aderir à Lei Habilitante. Em 30 de março, ele foi chamado de volta à Alemanha para participar das sessões do comitê de trabalho, que havia sido prometido durante as negociações da Lei Habilitante. Este comitê foi presidido por Hitler e Kaas e deveria informar sobre novas medidas legislativas, mas se reuniu apenas três vezes: em 31 de março, em 2 de abril (seguido de uma conversa privada entre Kaas e Hitler) e em 7 de abril. Em 5 de abril, Kaas também relatou ao Ministério das Relações Exteriores sobre sua conversa no caso Eupen-Malmedy.

## Reichskonkordat

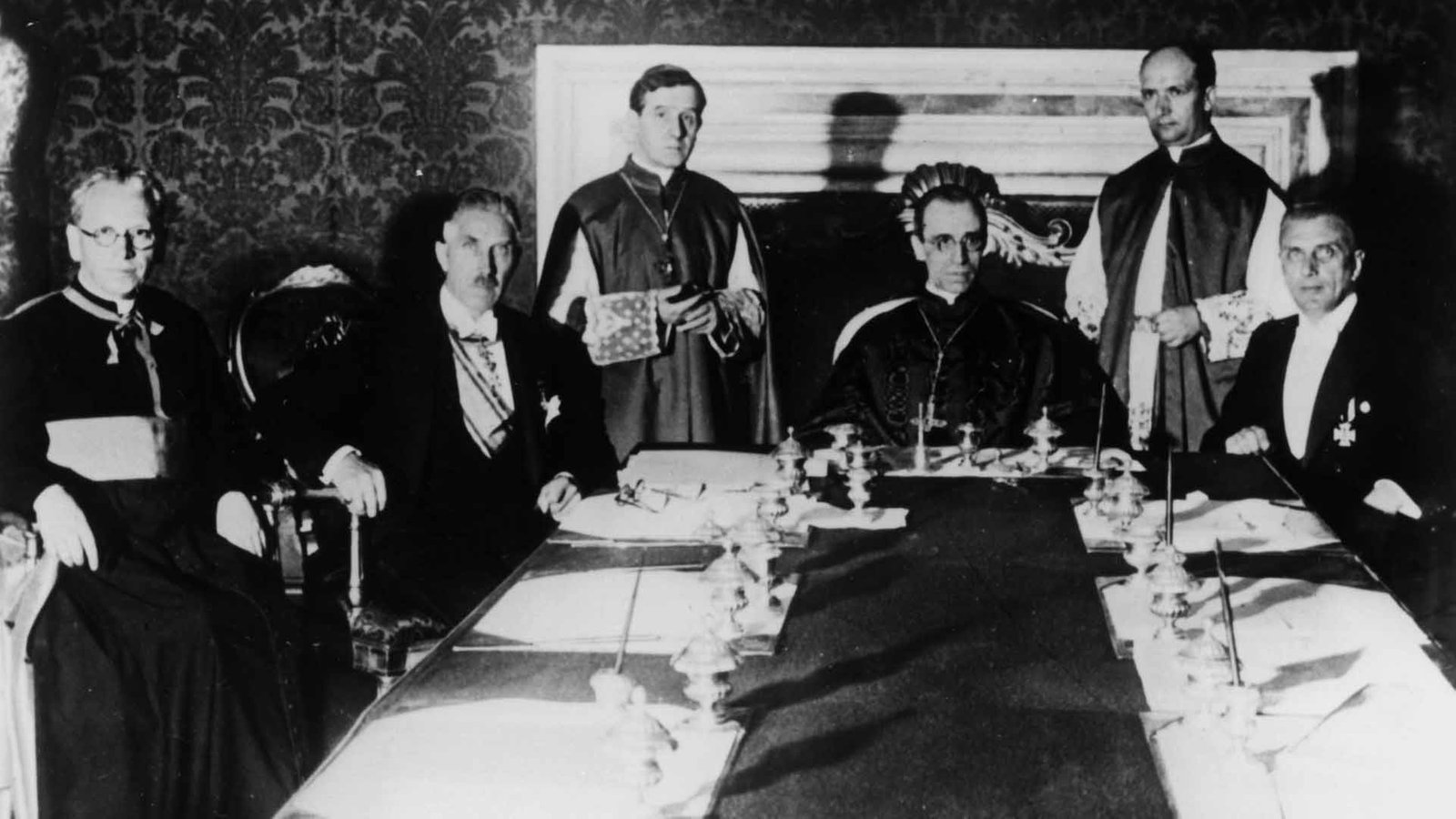
A assinatura da Reichskonkordat em 20 de julho de 1933 em Roma (da esquerda para a direita: prelado alemão Ludwig Kaas, vice-chanceler alemão Franz von Papen, secretário de Assuntos Eclesiásticos Extraordinários Giuseppe Pizzardo, cardeal secretário de Estado Eugenio Pacelli, Alfredo Ottaviani e membro do Reichsministerium des Inneren [Ministério do Interior] Rudolf Buttmann)

Em 7 de abril, logo após a terceira reunião do comitê de trabalho, Kaas deixou Berlim novamente e seguiu para Roma. No dia seguinte, depois de trocar de trem em Munique, o Prelado encontrou-se com o Vice-Chanceler Papen no vagão-restaurante. Papen foi oficialmente para a Itália para esquiar, mas seu verdadeiro destino era a Cidade do Vaticano, onde ele deveria oferecer um Reichskonkordat em nome de seu governo. Kaas e Papen viajaram juntos e tiveram algumas discussões sobre o assunto no trem. Após sua chegada a Roma, Kaas foi recebido primeiramente por Pacelli em 9 de abril. Um dia depois, Papen teve uma reunião matinal com Pacelli e apresentou a oferta de Hitler. Pacelli posteriormente autorizou Kaas, que era conhecido por sua experiência em relações Igreja-Estado, a negociar o rascunho dos termos com Papen.
Essas discussões também prolongaram sua estadia em Roma e levantaram questões na Alemanha sobre um conflito de interesses, já que, como parlamentar alemão, ele estava aconselhando o Vaticano. Em 5 de maio, Kaas renunciou ao cargo de presidente do partido, e a pressão do governo alemão o forçou a se retirar da participação visível nas negociações da concordata. Embora o Vaticano supostamente tenha tentado impedir a exclusão do clero e de organizações católicas da política, Pacelli era conhecido por ser fortemente favorável à retirada de todos os padres da política ativa, o que é a posição da Igreja em todos os países, até hoje. No final, o Vaticano aceitou a restrição ao campo religioso e beneficente. Mesmo antes de as negociações romanas serem concluídas, o Partido do Centro cedeu à crescente pressão do governo e se dissolveu, excluindo assim os católicos alemães da participação na vida política.
Segundo Oscar Halecki, Kaas e Pacelli, “em virtude da exclusão dos católicos como partido político da vida pública da Alemanha, considerou-se ainda mais necessário que a Santa Sé assegurasse ao governo garantias para manter a sua posição na vida da nação”  Ele sustenta que Hitler não tinha desde o início outro objectivo senão uma guerra de extermínio da Igreja. Pacelli, agora Papa Pio XII, encontrou-se com os cardeais alemães em 6 de março de 1939, três dias após sua eleição. Ele se referiu aos constantes ataques nazistas contra a Igreja e às respostas nazistas aos seus protestos, dizendo: "Eles sempre responderam: 'Desculpe, mas não podemos agir porque a concordata ainda não é juridicamente vinculativa'. Mas depois de sua ratificação, as coisas não melhoraram, pioraram. As experiências dos últimos anos não são encorajadoras." Apesar disso, a Santa Sé continuou as relações diplomáticas com a Alemanha para "se conectar aos bispos e fiéis na Alemanha". Como resultado da Concordata, a Igreja ganhou mais professores, mais prédios escolares e mais vagas para alunos católicos. Ao mesmo tempo, Pacelli e o Papa Pio XI sabiam muito bem que os judeus estavam sendo tratados de forma muito diferente. O voto do Partido do Centro a favor da Lei de Habilitação, a pedido de Kaas, foi uma acção que fomentou o estabelecimento da tirania hitleriana.

## No Vaticano
Kaas, que desempenhou um papel fundamental nas negociações da concordata, esperava chefiar um escritório de informações, supervisionando a implementação na Alemanha. No entanto, o cardeal Bertram considerou Kaas o homem errado, dado seu passado político. Além disso, a conduta de Kaas foi controversa entre seus companheiros de partido, que viram sua mudança repentina e duradoura para Roma como um ato de deserção e seu envolvimento nas negociações da concordata como traição ao partido. Um excelente exemplo desta visão é Heinrich Brüning, que denunciou Kaas nas suas próprias memórias escritas no exílio e não é indiscutível entre os historiadores.
O cardeal Bertram propôs elevar Kaas a honras sem responsabilidades. Assim, Kaas foi nomeado protonotário papal em 20 de março de 1934 e cônego da Basílica de São Pedro em 6 de abril de 1935. Entretanto, a diocese de Trier retirou Kaas do seu cargo no capítulo da catedral de Trier.
O exilado Kaas sofria de saudades de casa e da rejeição de seus companheiros de partido e do episcopado alemão. Em 20 de agosto de 1936, Kaas foi nomeado Ecônomo e Secretário da Sagrada Congregação da Fábrica da Basílica de São Pedro.
Pacelli foi eleito Papa Pio XII em 2 de março de 1939. No final daquele ano, após a eclosão da Segunda Guerra Mundial, Kaas foi uma das figuras-chave nas Trocas secretas do Vaticano, nas quais círculos mais amplos dentro do exército alemão tentaram negociar com os Aliados por meio da mediação do Papa Pio XII. Josef Müller, um advogado bávaro, viajava de Berlim para Roma com instruções de Hans Oster ou Hans von Dohnanyi e conversava com Kaas ou com o secretário do Papa, Pater Robert Leiber, para evitar contato direto entre Müller e o Papa. Essas trocas foram retomadas em 1943, após a conferência de Casablanca, mas nenhuma das tentativas foi bem-sucedida.
Após sua eleição, Pio XII decidiu acelerar as escavações arqueológicas sob a Basílica de São Pedro e colocou Kaas no comando. Na mensagem de Natal do Ano Santo de 1950, Pio XII apresentou os resultados preliminares, que consideraram provável que o túmulo de São Pedro estivesse sob o altar papal da Basílica. Nem todas as questões foram resolvidas e Kaas continuou as escavações depois de 1950, apesar de uma doença emergente.
Ludwig Kaas morreu em Roma em 1952, aos 70 anos. Ele foi enterrado pela primeira vez no cemitério do Campo Santo, no Vaticano. Mais tarde, o Papa Pio XII ordenou que o corpo de seu amigo fosse sepultado na cripta da Basílica de São Pedro. Ludwig Kaas é, portanto, o único monsenhor que repousa nas proximidades de praticamente todos os papas do século XX. Para sucedê-lo na sua obra, o Papa Pio XII nomeou uma mulher, a Professora Margherita Guarducci, outra novidade do Vaticano.

## Publicações
Ludwig Kaas foi um estudioso e escritor prolífico, abordando uma ampla gama de questões em latim ou alemão sobre direito conjugal, reforma educacional, teologia moral e sistemática, direito canônico, prisioneiros de guerra, os discursos de Eugenio Pacelli, questões históricas, questões políticas da República de Weimar e do Reichskonkordat. Alguns de seus escritos foram publicados após sua morte.